# 平松真実
平松 真実（ひらまつ まみ、1991年2月6日 - ）は、日本のお菓子系アイドル。ネクストプロモーション所属。

## 来歴
神奈川県出身。2008年7月26日より、大学受験のために芸能活動を休止していたが、大学入学後の2009年5月13日より復帰し、芸能活動を再開した。同年6月、同じ事務所のティファニーと共に、エコガールを結成した。
その後、撮影会などで細々と活動していたが、学業や海外ボランティアに専念するため、2010年7月25日付で芸能活動を休止した。

## 出演

### DVD
- 可愛いね☆まみ?!（ビーエムドットスリー、2007年12月22日発売）

### デジタル写真集
- Meet the Girl スクールガール編【平松真実】（シーズファクトリー、2008年）
- 聖女学園ヌレ少女☆平松真実 〔金のブルマ姿と濡れた薄いビキニ編〕 ※携帯サイト

### 雑誌
- クリーム12月号（ワイレア出版、2007年）

### ラジオ
- 村山ひとしのキャラリンパ!（FM葛飾、2007年） - 8月24日放送分

### WEB
- お約束写真館（大日本印刷、2007年）
- Recommended Eggs 平松真実（スクランブルエッグ、2008年）
- クリーム☆モバイル 平松真実（クークー・ワイレア出版、2009年）